# Gerichtsbezirk Haida
Der Gerichtsbezirk Haida (tschechisch: soudní okres Hajda) war ein dem Bezirksgericht Haida unterstehender Gerichtsbezirk im Kronland Böhmen. Er umfasste Gebiete im Norden Böhmens im Okres Česká Lípa. Zentrum des Gerichtsbezirks war die Stadt Haida (Nový Bor). Das Gebiet gehörte seit 1918 zur neu gegründeten Tschechoslowakei und ist seit 1991 Teil der Tschechischen Republik.

## Geschichte
Die ursprüngliche Patrimonialgerichtsbarkeit wurde im Kaisertum Österreich nach den Revolutionsjahren 1848/49 aufgehoben. An ihre Stelle traten die Bezirks-, Landes- und Oberlandesgerichte, die nach den Grundzügen des Justizministers geplant und deren Schaffung am 6. Juli 1849 von Kaiser Franz Joseph I. genehmigt wurde. Der Gerichtsbezirk Haida gehörte zunächst zum Kreis Leitmeritz und umfasste 1854 die 17 Katastralgemeinden Altschiedel, Arnsdorf, Blottendorf, Bokwen, Bürgstein, Falkenau, Haida, Kottowitz, Langenau, Lindenau, Pihlerbaustellen, Rodowitz, Schaiba, Schwoika, Sonneberg, Wellnitz und Zwitte. Der Gerichtsbezirk Haida bildete im Zuge der Trennung der politischen von der judikativen Verwaltung ab 1868 gemeinsam mit den Gerichtsbezirken Böhmisch Leipa und Niemes den Bezirk Böhmisch Leipa.
Im Gerichtsbezirk Haida lebten 1869 20.058 Menschen, 1900 waren es 21.930 Personen. Der Gerichtsbezirk Haida wies 1910 eine Bevölkerung von 22.429 Personen auf, von denen 21.367 Deutsch und lediglich 372 Tschechisch als Umgangssprache angaben. Im Gerichtsbezirk lebten zudem 690 Anderssprachige oder Staatsfremde.
Durch die Grenzbestimmungen des am 10. September 1919 abgeschlossenen Vertrages von Saint-Germain kam der Gerichtsbezirk Haida vollständig zur neugegründeten Tschechoslowakei, wobei die Gerichtseinteilung bis 1938 im Wesentlichen bestehen blieb. Nach dem Münchner Abkommen wurde das Gebiet dem Landkreis Haida bzw. dem Sudetenland zugeschlagen. Nach dem Zweiten Weltkrieg wurde das Gebiet Teil des Okres Česká Lípa, zu dem es bis heute gehört. Nachdem die Bezirksbehörden im Zuge einer Verwaltungsreform 2003 ihre Verwaltungskompetenzen verloren, werden diese von den Gemeinden bzw. dem Liberecký kraj wahrgenommen, zudem das Gebiet um Česká Lipa seit Beginn des 21. Jahrhunderts mit anderen Bezirken zusammengefasst wurde.

## Gerichtssprengel
Der Gerichtssprengel umfasste Ende 1914 die 17 Gemeinden Altschiedel (Staré Šídlo), Arnsdorf, Blottendorf (Polevsko), Bokwen (Bukovany), Bürgstein (Sloup), Falkenau (Falknov), Haida (Nový Bor), Kottowitz (Chotovice), Langenau (Skalice), Lindenau (Lindava), Pihl (Pihel), Rodowitz (Radvanec), Schaiba (Okrouhlá), Schwoika (Svojkov), Sonneberg (Slunečná), Wellnitz (Velenice) und Zwitte (Svitava).

## Nachgeschichte
Nach dem Ersten Weltkrieg wurden die deutsch-böhmischen Gebiete 1918 Teil der neu gebildeten Tschechoslowakei. Das Bezirksgericht wurde als tschechisches Gericht unter dem Namen Okresní soud v Bor u České Lípě fortgeführt. Dieses war der Krajský soud v České Lípě (dem Nachfolger des Landesgerichtes Böhmisch Leipa) nachgeordnet. Aufgrund des Münchener Abkommens erfolgte 1938 die Angliederung des Sudetenlandes an das Deutsche Reich. Das tschechische Gericht wurde in ein deutsches Amtsgericht unter dem Namen Amtsgericht Haida umgewandelt. Es war nun dem Landgericht Böhmisch-Leipa und dieses dem Oberlandesgericht Leitmeritz nachgeordnet. Nach dem Ende des Zweiten Weltkrieges fiel das Gebiet erneut an die Tschechoslowakei und der Okresní soud v České Lípě wurde erneut gebildet. Dieses Gericht besteht bis heute.